# Данилова, Пелагея Александровна
Пелаге́я Алекса́ндровна Дани́лова (4 мая 1918 д. Боровики, Псковская губерния — 31 июля 2001, Санкт-Петербург) — советская гимнастка, олимпийская чемпионка 1952 года, чемпионка мира 1954, заслуженный мастер спорта СССР, тренер-преподаватель.

## Спортивные достижения
- Олимпийская чемпионка 1952 (командное первенство).
- Серебряный призёр Олимпийских игр 1952 (командные упражнения с предметом).
- Чемпионка мира 1954 (командное первенство).
- Серебряный призёр чемпионата мира 1954 (групповые вольные упражнения).
- Чемпионка СССР 1948—1950 (вольные упражнения).

## Биография
Окончила Государственный дважды орденоносный институт физической культуры имени П. Ф. Лесгафта (1953).
Работала тренером-преподавателем ДСО «Буревестник», старшим тренером ДСО «Локомотив».
В 70-е годы — тренер сборной команды Болгарии.

## Награды
- Заслуженный мастер спорта СССР (1952)
- Медаль «За трудовую доблесть» (27.04.1957) — «за успехи, достигнутые в деле развития массового физкультурного движения в стране, повышения мастерства советских спортсменов, и успешное выступление на международных соревнованиях»
- Почетный Знак «За заслуги в развитии олимпийского движения в России» (1997)